# Senaide
Senaide település Franciaországban, Vosges megyében. Lakosainak száma 183 fő (2022. január 1.). Senaide Bourbonne-les-Bains, Fresnes-sur-Apance, Serqueux, Ainvelle és Isches községekkel határos.

## Népesség
A település népessége az elmúlt években az alábbi módon változott:
| Lakosok száma | 175  | 178  | 180  | 181  | 183  | 183  | 183  | 183  | 183  |
|               | 2013 | 2015 | 2016 | 2017 | 2018 | 2019 | 2020 | 2021 | 2022 |